# Chrysocraspeda oxyporphyris
Chrysocraspeda oxyporphyris là một loài bướm đêm trong họ Geometridae.